# Clara Fredrika von der Lancken
Clara Fredrika von der Lancken, född 6 januari 1795 i Lund, död 19 mars 1837 på Svabesholm, Mellby socken, Kristianstads län, var en svensk miniatyrmålare.
Uppgifterna om hennes konstnärliga utbildning är mycket knapphändiga men troligen har den bestått av den obligatoriska undervisning som gavs dåtidens överklassungdom. Enligt traditionen lär hon haft ett stort intresse för målning och konst som på grund av bristande tid och tillfällen inte kunde underhållas. Hon var under några år verksam som miniatyrmålare där hon porträtterade av den närmaste släkten i gouache några av hennes målningar av fadern vid olika åldrar finns på Sövdeborg.
Clara Fredrika von der Lancken var dotter till överstelöjtnant Carl Ehrenfried von der Lancken och Erica Gustafva Lidbeck och från 1814 gift med översten Henrik Ludvig Rosencrantz. Hon var mor till Ingeborg von Schwerin och Axel Albrecht Henrik Rosencrantz.